# 阿德里安·埃利森
阿德里安·埃利森（英語：Adrian Ellison，1958年9月11日—），英国男子赛艇运动员。他曾代表英国参加1984年和1992年夏季奥林匹克运动会赛艇比赛，其中1984年奥运会获得一枚金牌。